# Maritiem district (België)
Het maritiem district is een floradistrict volgens de Belgische classificatie.
Dit is een typisch holoceen district dat de gehele Belgische kuststrook omvat inclusief schorren en slikken, duingebieden en het achterliggende polderland. Ook het estuarium van de Zeeschelde behoort tot dit district.
Het district loopt in Frankrijk door tot het estuarium van de Somme, al wordt het onderbroken door de krijtrotsen van het Boulognedistrict. Het zuidelijk deel, van Cap Blanc-Nez tot en met het Somme-estuarium, heeft een afwijkende flora.
Aan de Nederlandse kant valt ook het Estuariëndistrict onder de Belgische definitie van het maritiem district, inclusief de daar aanwezige duinen en de zeereep.